# Toxomerus ovatus
Toxomerus ovatus är en tvåvingeart som först beskrevs av Hull 1942. Toxomerus ovatus ingår i släktet Toxomerus och familjen blomflugor.
Artens utbredningsområde är Panama. Inga underarter finns listade i Catalogue of Life.